# Mespuits
Mespuits ist eine französische Gemeinde im Département Essonne in der Region Île-de-France mit 188 Einwohnern (Stand: 1. Januar 2022). Sie gehört zum Arrondissement Étampes und zum Kanton Étampes. Die Einwohner werden Mespuitsiens genannt.

## Geographie
Mespuits liegt etwa 56 Kilometer südlich des Zentrums von Paris. Umgeben wird Mespuits von den Nachbargemeinden Puiselet-le-Marais im Nordwesten und Norden, Valpuiseaux im Norden und Nordosten, Gironville-sur-Essonne im Osten, Champmotteaux im Südosten, Brouy im Südosten und Süden, Blandy im Süden und Südwesten, Roinvilliers im Südwesten und Westen sowie Bois-Herpin im Westen und Nordwesten.

## Bevölkerungsentwicklung
| Jahr                       | 1962 | 1968 | 1975 | 1982 | 1990 | 1999 | 2006 | 2013 | 2019 |
| Einwohner                  | 133  | 131  | 143  | 138  | 138  | 154  | 170  | 202  | 227  |
| Quellen: Cassini und INSEE |      |      |      |      |      |      |      |      |      |

## Sehenswürdigkeiten
- Kirche Saint-Médard, seit 1926 Monument historique

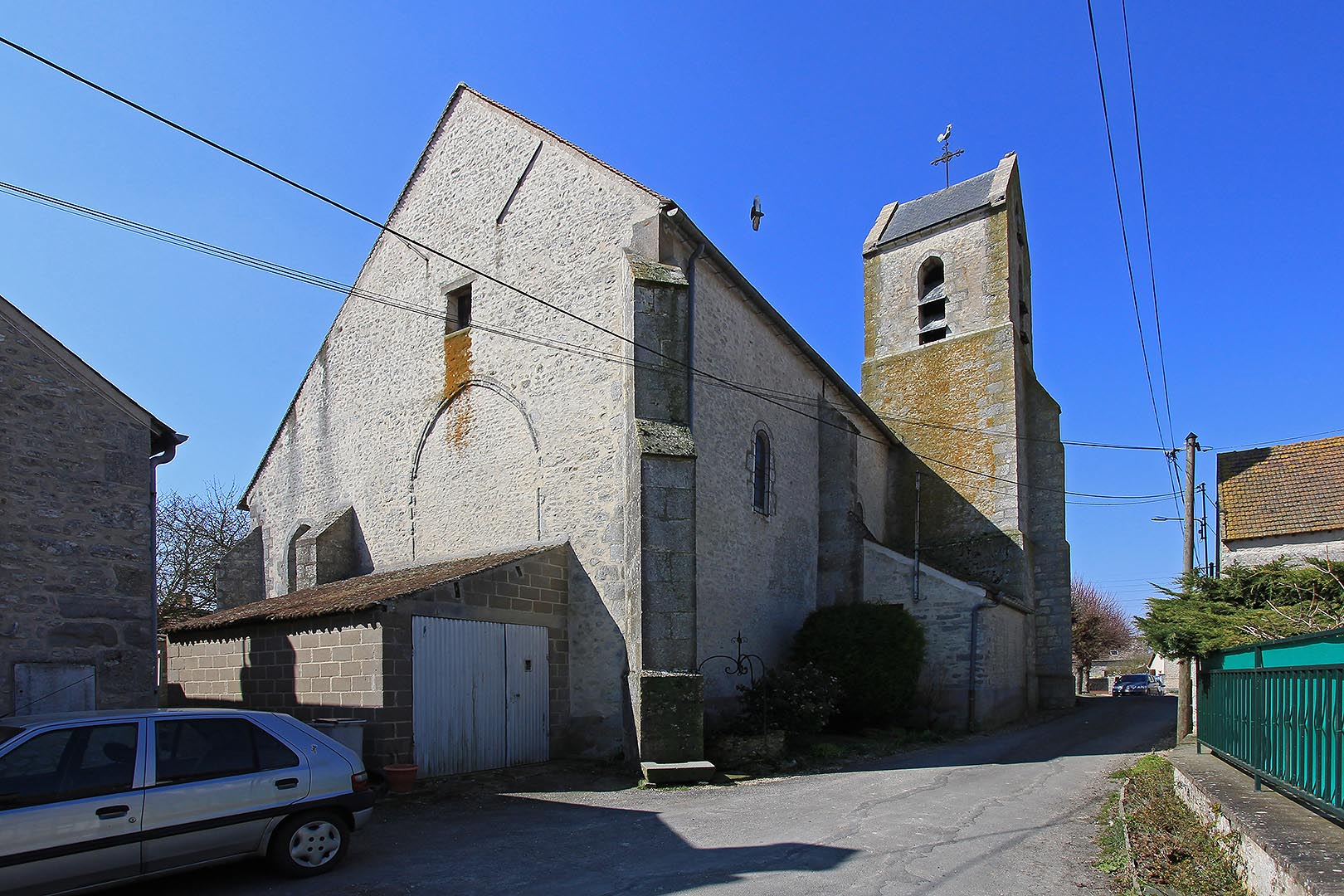
Kirche Saint-Médard